# Eastport (plaats in Canada)
Eastport is een gemeente (town) in de Canadese provincie Newfoundland en Labrador. De gemeente ligt op het gelijknamige schiereiland aan de oostkust van het eiland Newfoundland.

## Geschiedenis
Het dorp werd in de jaren 1860 gesticht door mensen uit het naburige Salvage. De plaats stond achtereenvolgens bekend als Salvage Bay, New Salvage en Brighton, totdat ze in 1915 definitief als "Eastport" ging bekendstaan.
In 1880 had de plaats haar eerste school en in 1890 werd de anglicaanse Heilig-Kruiskerk afgewerkt. De inwoners leefden van visserij, landbouw en houtkap.
In 1959 werd het dorp een gemeente met het statuut van local government community. Begin de jaren 1970 breidde het grondgebied gevoelig uit en tegelijk veranderde het statuut van de gemeente naar dat van local improvement district (LID). In 1980 werden LID's op basis van The Municipalities Act als bestuursvorm afgeschaft en werd Eastport automatisch een town.

## Geografie
Eastport heeft een relatief centrale ligging op het schiereiland Eastport. De plaats ligt aan de Salvage Harbour, een grote zijarm van de Bonavista Bay aan de Newfoundlandse oostkust. De gemeente grenst in het westen aan de gemeente Sandringham, in het zuiden aan de gemeenten Happy Adventure en Sandy Cove, in het oosten aan de gemeente Salvage en in het noorden aan gemeentevrij gebied.
De plaats ligt zo'n 8 km ten oosten van het Nationaal Park Terra Nova en wordt doorkruist door provinciale route 310.
De meeste inwoners wonen in het dorpscentrum, al staan er ook een dertigtal woningen in de buurt The Northside (ook wel Eastport North of Clay Cove genoemd).

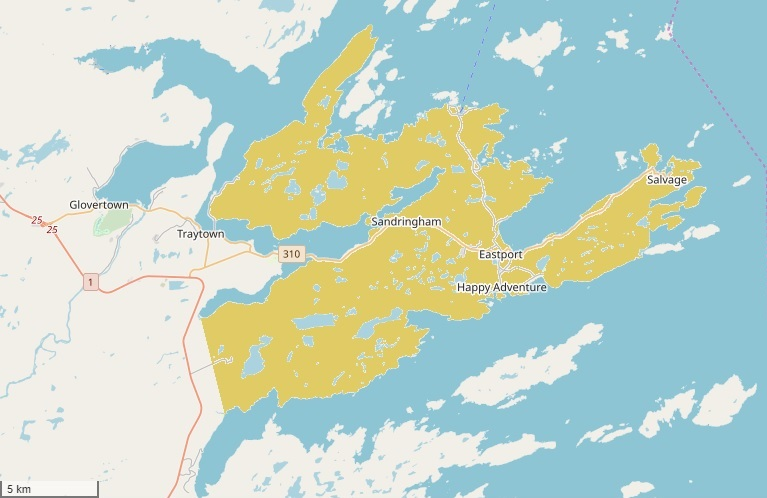
Kaart van het schiereiland Eastport (goudkleurig) met aanduiding van de gemeente Easport
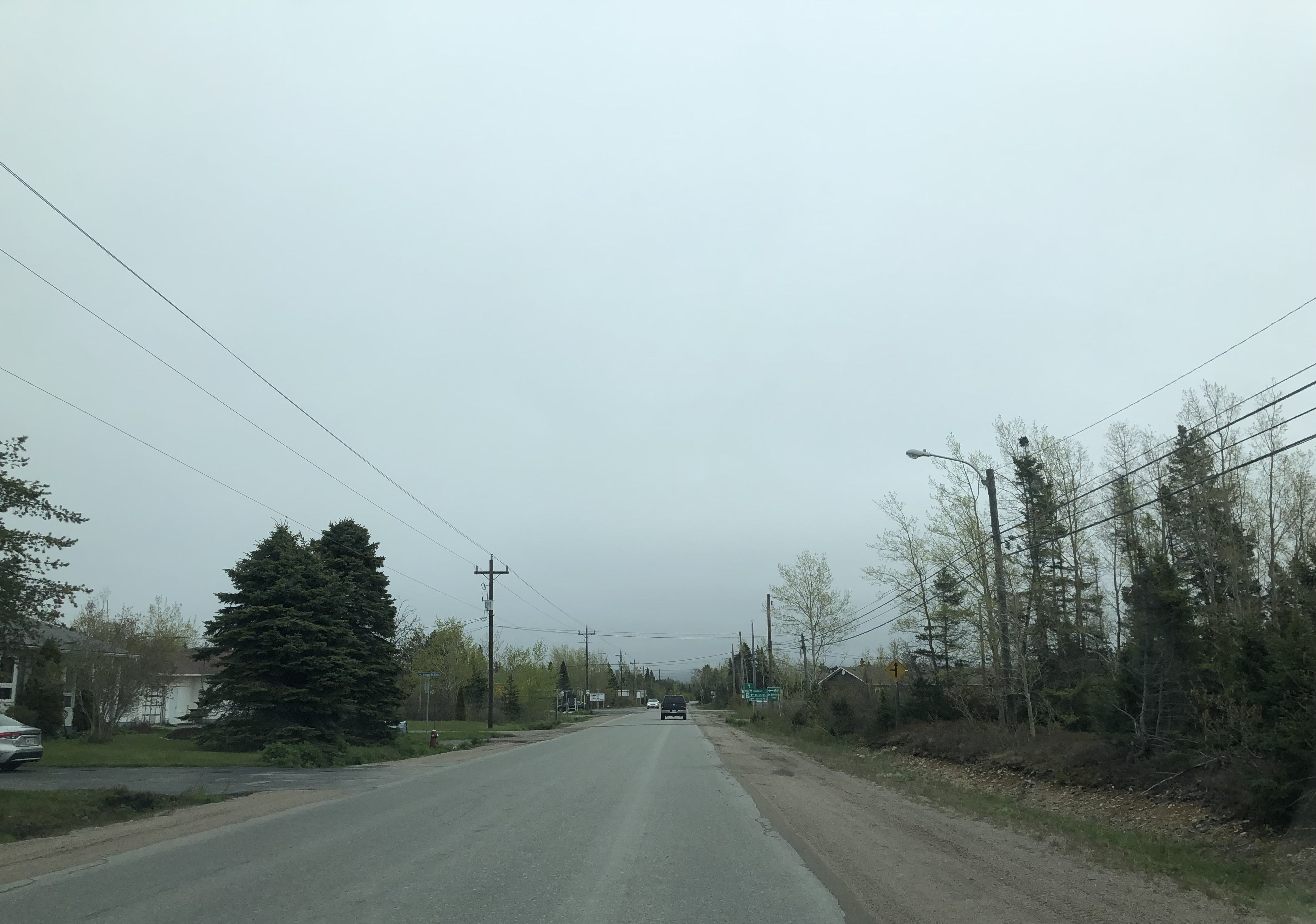
Route 310 aan de westrand van het dorp

## Demografie
Demografisch gezien is Eastport bij verre de grootste gemeente van het gelijknamige schiereiland. Net zoals de meeste kleine Newfoundlandse dorpen kent Eastport echter reeds enkele decennia een dalende demografische trend. Tussen 1986 en 2021 daalde de bevolkingsomvang van 607 naar 462. Dat komt neer op een daling van 145 inwoners (-24%) in 35 jaar tijd.
| Demografische ontwikkeling van Eastport tussen 1951 en 2021                                                                                    |
| --- |
| |
| Bron: 1951–1986, 1991–1996, 2001–2006, 2011–2016, 2021 - De sterke groei tussen 1971 en 1976 is te verklaren door een grondgebiedsuitbreiding. |

## Toerisme
Eastport is net als het aangrenzende Sandy Cove populair bij toeristen vanwege de aanwezigheid van zandstranden, die zeer zeldzaam zijn op Newfoundland, en de nabijheid tot het Nationaal Park Terra Nova.

## Gezondheidszorg
Gezondheidszorg wordt in de gemeente aangeboden door het Eastport Community Health Centre. Deze lokale zorginstelling valt onder de bevoegdheid van de Newfoundland and Labrador Health Services (en tot april 2023 onder die van de gezondheidsautoriteit Central Health). Het centrum biedt de inwoners uit de omgeving basale eerstelijnszorg aan.

## Zie ook

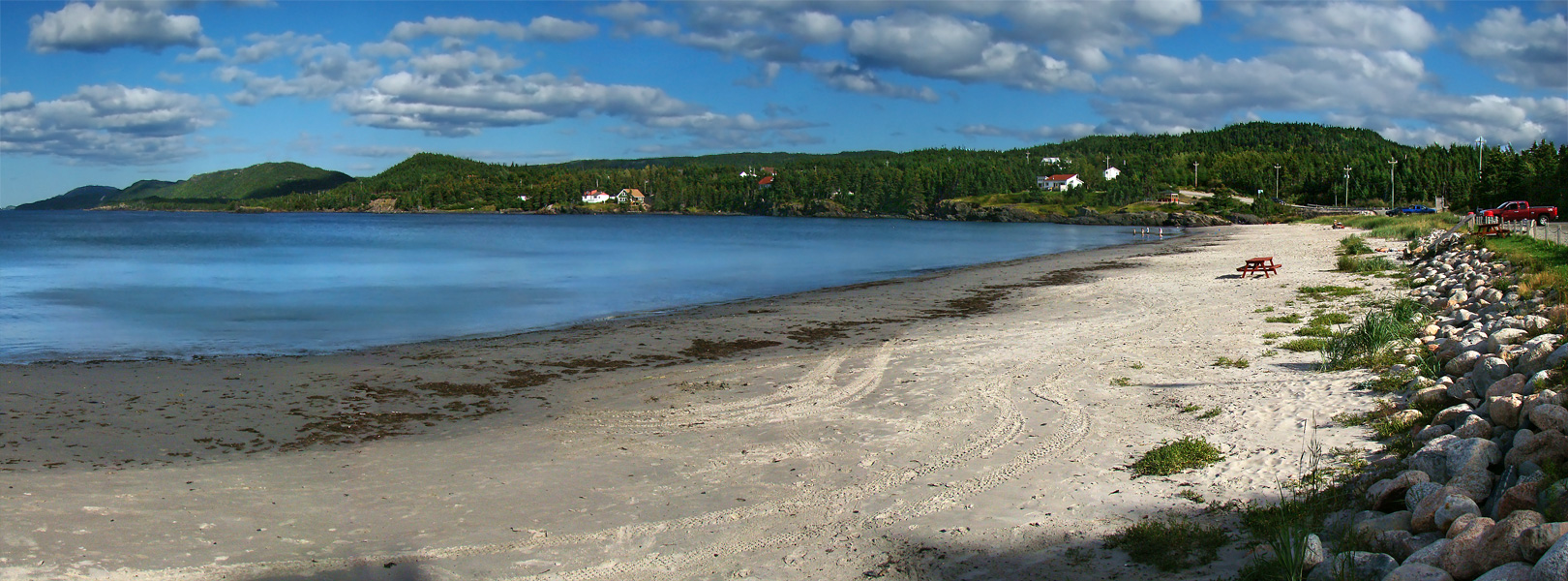
Zicht op Eastport Beach, een van de twee zandstranden van de gemeente